# Dubrava kastély (Pregrada)
Dubrava egy 17. századi főúri kastély Horvátországban, a Zagorje nyugati részén fekvő Pregrada településen.

## Fekvése
A város központjától 6 km-re délkeletre, a Korponára menő főút közelében, egy enyhe lejtős területen áll.

## Története
A koszteli uradalom 1523-ban lett a Keglevich család birtoka, amikor Keglevich Péter horvát bán megvásárolta addigi birtokosától Brandenburgi Györgytől. Dubravát is a Keglevichek építették valószínűleg a 17. század elején, de ezt követően gyakran változtak a tulajdonosai, akik többször átépítették. Tulajdonosa volt a Limburg-Stirum, az Erdődy, a Petazzi, az Orsich, a Szlavetics, a Kuhtics család és Jakob Badel, a Krapinske Toplice-i gyógyfürdő alapítója is.

## Mai állapota
Az egykori négy épületszárnyból álló kastélyból mára két szárny maradt. A homlokzat historikus jegyeket mutat. A kastély mellett fennmaradtak a gazdasági épületek és a környező park. Belsejében szép rokokó kályha található. A kastély ma magántulajdon és nem látogatható.